# 本鶴来駅
本鶴来駅（ほんつるぎえき）は、かつて石川県石川郡鶴来町（現：白山市）に位置していた、北陸鉄道能美線の駅（廃駅）である。

## 歴史
開業前の工事施行認可申請時には、「古町停留場」として申請。

### 年表
- 1932年（昭和7年）1月16日：能美電気鉄道により開業[注釈 1]。
- 1939年（昭和14年）8月1日：金沢電気軌道が能美電気鉄道を吸収合併。
- 1941年（昭和16年）8月1日：北陸合同電気（現在の北陸電力）が金沢電気軌道を合併。
- 1942年（昭和17年）3月26日：事業譲渡により北陸鉄道となる。
- 1980年（昭和55年）9月14日：能美線廃止に伴い廃駅。

## 駅構造
単式ホーム1面1線の地上駅であり、当駅から鶴来駅までの約300 mの区間は石川線と並行して複線区間のようであった。なお、石川線側に当駅のホームは無かった。

## 周辺
住宅が多く立ち並んでいる。
- 七ヶ用水

## 現状
駅跡は生活道路となっているが、貨物上屋だった建物が倉庫として使われている。

## 隣の駅
北陸鉄道
能美線
　鶴来駅 - 本鶴来駅 - 岩本駅